# Oscarsgalan 1938
Oscarsgalan 1938 som hölls 10 mars 1938 var den 10:e upplagan av Oscarsgalan där det prestigefyllda amerikanska filmpriset Oscar delades ut till filmer som kom ut under 1937.

## Vinnare och nominerade
Vinnarna listas i fetstil.
| Enastående produktion | Bästa regi |
| --- | --- |
| - Emile Zolas liv (Warner Bros.) - Min fru har en fästman (Columbia) - Havets hjältar (MGM) - I skyskrapornas skugga (Samuel Goldwyn Productions) - Den goda jorden (MGM) - In Old Chicago (20th Century Fox) - Bortom horisonten (Columbia) - 100 man och en flicka (Universal) - Förbjuden ingång (RKO Radio) - Skandal i Hollywood (Selznick International Pictures) | - Leo McCarey – Min fru har en fästman - William Dieterle – Emile Zolas liv - Sidney Franklin – Den goda jorden - Gregory La Cava – Förbjuden ingång - William A. Wellman – Skandal i Hollywood |
| Bästa manliga huvudroll | Bästa kvinnliga huvudroll |
| - Spencer Tracy – Havets hjältar - Charles Boyer – Marie Walewska - Fredric March – Skandal i Hollywood - Robert Montgomery – När mörkret faller - Paul Muni – Emile Zolas liv | - Luise Rainer – Den goda jorden - Irene Dunne – Min fru har en fästman - Greta Garbo – Kameliadamen - Janet Gaynor – Skandal i Hollywood - Barbara Stanwyck – Stella Dallas |
| Bästa manliga biroll | Bästa kvinnliga biroll |
| - Joseph Schildkraut – Emile Zolas liv - Ralph Bellamy – Min fru har en fästman - Thomas Mitchell – Orkanen - H.B. Warner – Bortom horisonten - Roland Young – Det spökar i sta'n | - Alice Brady – In Old Chicago - Andrea Leeds – Förbjuden ingång - Anne Shirley – Stella Dallas - Claire Trevor – I skyskrapornas skugga - May Whitty – När mörkret faller |
| Bästa berättelse | Bästa manus efter förlaga |
| - Skandal i Hollywood – William A. Wellman och Robert Carson - In Old Chicago – Niven Busch - Emile Zolas liv – Heinz Herald och Geza Herczeg - 100 man och en flicka – Hanns Kräly - Den svarta ligan – Robert Lord | - Emile Zolas liv – Heinz Herald, Geza Herczeg och Norman Reilly Raine - Förbjuden ingång – Morrie Ryskind och Anthony Veiller - Skandal i Hollywood – Alan Campbell, Robert Carson och Dorothy Parker - Min fru har en fästman – Viña Delmar - Havets hjältar – Marc Connelly, John Lee Mahin och Dale Van Every |
| Bästa kortfilm (Enaktare) | Bästa kortfilm (Tvåaktare) |
| - The Private Life of the Gannets (Educational) - A Night at the Movies (MGM) - Romance of Radium – Pete Smith | - Torture Money (MGM) - Deep South (RKO Radio) - Should Wives Work? (RKO Radio) |
| Bästa kortfilm (Färg) | Bästa animerade kortfilm |
| - Penny Wisdom – Pete Smith - The Man Without a Country (Warner Bros.) - Popular Science (Paramount) | - Den gamla kvarnen – Walt Disney - Educated Fish (Paramount) - The Little Match Girl – Charles Mintz |
| Bästa filmmusik | Bästa sång |
| - 100 man och en flicka – Charles Previn (Universal Studio Music Department) - Snövit och de sju dvärgarna – Frank Churchill, Leigh Harline och Paul J. Smith (Walt Disney Studio Music Department) - Orkanen – Alfred Newman (Samuel Goldwyn Studio Music Department) - In Old Chicago – Louis Silvers (20th Century-Fox Studio Music Department) - Emile Zolas liv – Leo F. Forbstein (Warner Bros. Studio Music Department) - Bortom horisonten – Morris Stoloff (Columbia Studio Music Department) - Make a Wish – Hugo Riesenfeld (RKO Radio) - En gång i maj – Nat W. Finston (MGM Studio Music Department) - Portia on Trial – Alberto Colombo (Republic Studio Music Department) - Fången på Zenda – Alfred Newman (Selznick International Pictures Music Department) - Den muntra maskeraden – Roy Webb (RKO Radio Studio Music Department) - En 7-sjungande karl – Constantin Bakaleinikoff (Grand National Studio Music Department) - Farornas skepp – Boris Morros (Paramount Studio Music Department) - Vi reser västerut – Marvin Hatley (Roach Studio Music Department) | - "Sweet Leilani" från Hawaiinätter – Musik och Text av Harry Owens - "Remember Me" från Mr. Dodd Takes the Air – Musik av Harry Warren; Text av Al Dubin - "That Old Feeling" från Manhattan cocktail – Musik av Sammy Fain; Text av Lew Brown - "They Can't Take That Away from Me" från Får jag lov? – Musik av George Gershwin; Text av Ira Gershwin - "Whispers in the Dark" från Artister och modeller – Musik av Frederick Hollander; Text av Leo Robin |
| Bästa scenografi | Bästa foto |
| - Bortom horisonten – Stephen Goosson - Marie Walewska – Cedric Gibbons och William A. Horning - En flicka i knipa – Carroll Clark - I skyskrapornas skugga – Richard Day - Mademoiselle Fifi – Wiard Ihnen - Emile Zolas liv – Anton Grot - Manhattan Merry-Go-Round – John Victor Mackay - Fången på Zenda – Lyle R. Wheeler - Farornas skepp – Hans Dreier och Roland Anderson - Manhattan cocktail – Alexander Toluboff - Regementets mascot – William S. Darling och David S. Hall - Ingen dansar som du – Jack Otterson | - Den goda jorden – Karl Freund - I skyskrapornas skugga – Gregg Toland - Vingar över Honolulu – Joseph A. Valentine |
| Bästa ljudinspelning | Bästa klippning |
| - Orkanen – Thomas T. Moulton (United Artists Studio Sound Department) - The Girl Said No – A.E. Kaye (Grand National Studio Sound Department) - Näktergalen från Afrika – John Aalberg (RKO Radio Studio Sound Department) - In Old Chicago – Edmund H. Hansen (Fox Studio Sound Department) - Emile Zolas liv – Nathan Levinson (Warner Bros. Studio Sound Department) - Bortom horisonten – John P. Livadary (Columbia Studio Sound Department) - En gång i maj – Douglas Shearer (MGM Studio Sound Department) - 100 man och en flicka – Homer G. Tasker (Universal Studio Sound Department) - Det spökar i sta'n – Elmer Raguse (Hal Roach Studio Sound Department) - Västerns erövrare – Loren L. Ryder (Paramount Studio Sound Department) | - Bortom horisonten – Gene Havlick och Gene Milford - Min fru har en fästman – Al Clark - Havets hjältar – Elmo Veron - Den goda jorden – Basil Wrangell - 100 man och en flicka – Bernard W. Burton |
| Bästa regiassistent | Bästa koreografi |
| - In Old Chicago – Robert D. Webb - Bortom horisonten – Charles C. Coleman - Emile Zolas liv – Russell Saunders - Skandal i Hollywood – Eric Stacey - Farornas skepp – Hal Walker | - En flicka i knipa – Hermes Pan - Studentparaden – Busby Berkeley - Ready, Willing and Able – Bobby Connolly - En dag på kapplöpningarna – Dave Gould - Ali Baba kommer till sta'n – Sammy Lee - På hal is – Harry Losee - Hawaiinätter – LeRoy Prinz |

### Heders-Oscar
- Mack Sennett
- Edgar Bergen
- Museum of Modern Art Film Library
- W. Howard Greene

### Irving G. Thalberg Memorial Award
- Darryl F. Zanuck

### Filmer med flera nomineringar
- 10 nomineringar: Emile Zolas liv
- 7 nomineringar: Bortom horisonten, Skandal i Hollywood
- 6 nomineringar: Min fru har en fästman, In Old Chicago
- 5 nomineringar: Den goda jorden, 100 man och en flicka
- 4 nomineringar: Havets hjältar, I skyskrapornas skugga, Förbjuden ingång
- 3 nomineringar: Orkanen, Farornas skepp
- 2 nomineringar: Marie Walewska, När mörkret faller, Stella Dallas, Det spökar i sta'n, En gång i maj, Fången på Zenda, Hawaiinätter, Manhattan cocktail, En flicka i knipa

### Filmer med flera priser
- 3 priser: Emile Zolas liv
- 2 priser: Den goda jorden, In Old Chicago och Bortom horisonten